# Liskovac (Cazin)
Pour les articles homonymes, voir Liskovac.
Liskovac (en cyrillique : Лисковац) est un village de Bosnie-Herzégovine. Il est situé dans la municipalité de Cazin, dans le canton d'Una-Sana et dans la fédération de Bosnie-et-Herzégovine. Selon les premiers résultats du recensement bosnien de 2013, il compte 1 670 habitants.

## Démographie

### Évolution historique de la population
| 1948 | 1953 | 1961 | 1971 | 1981  | 1991  | 2013  |
| ---- | ---- | ---- | ---- | ----- | ----- | ----- |
| -    | -    | 859  | 795  | 1 387 | 1 653 | 1 670 |

|  |

### Communauté locale
En 1991, la communauté locale de Liskovac comptait 3 345 habitants, répartis de la manière suivante :